# Mije Kovačevića
La rue Mije Kovačevića (en serbe cyrillique : Мије Ковачевића) est une rue de Belgrade, la capitale de la Serbie, située dans les municipalités urbaines de Palilula et de Zvezdara.

## Parcours
La rue Mije Kovačevića naît dans le prolongement de la rue Ruzveltova, au croisement de la rue Preradovićeva. Elle s'oriente vers le nord-est, croise la rue Čarlija Čaplina (à gauche) et traverse la rue Dragoslava Srejovića. Continuant sa course dans la même direction, elle se termine au croisement du Bulevar despota Stefana et de la rue Višnjička.

## Éducation et recherche
Au n° 11b se trouve la Faculté de théologie orthodoxe de l'université de Belgrade, dont l'origine remonte à 1920 ; l'internat orthodoxe Saint Sava est situé juste à côté de la faculté, au n° 11.
Au n° 5 de la rue se trouve l'Institut géographique de l'armée (en serbe : Vojnogeografski institut), qui effectue des recherches appliquées dans les domaines de la géodésie et de la géophysique, de la photogrammétrie, de la cartographie et des systèmes d'information géographiques.

## Sport
Le club de football de l'OFK Belgrade, fondé en 1911 et qui joue en Superliga, a son siège au n° 10 de la rue. Son stade, l'Omladinski stadion, est situé à la même adresse ; inauguré en 1957, il dispose d'une capacité de 19 100 places, dont 10 600 places assises.

## Santé
L'hôpital pour enfants Olga Popović-Dedijer, qui dépend du Centre clinique et hospitalier de Zvezdara, se trouve au n° 13.

## Cimetière et monument
La rue Mije Kovačevića traverse une partie du Nouveau cimetière de Belgrade ; on y trouve notamment le cimetière juif et le monument aux libérateurs de Belgrade,.

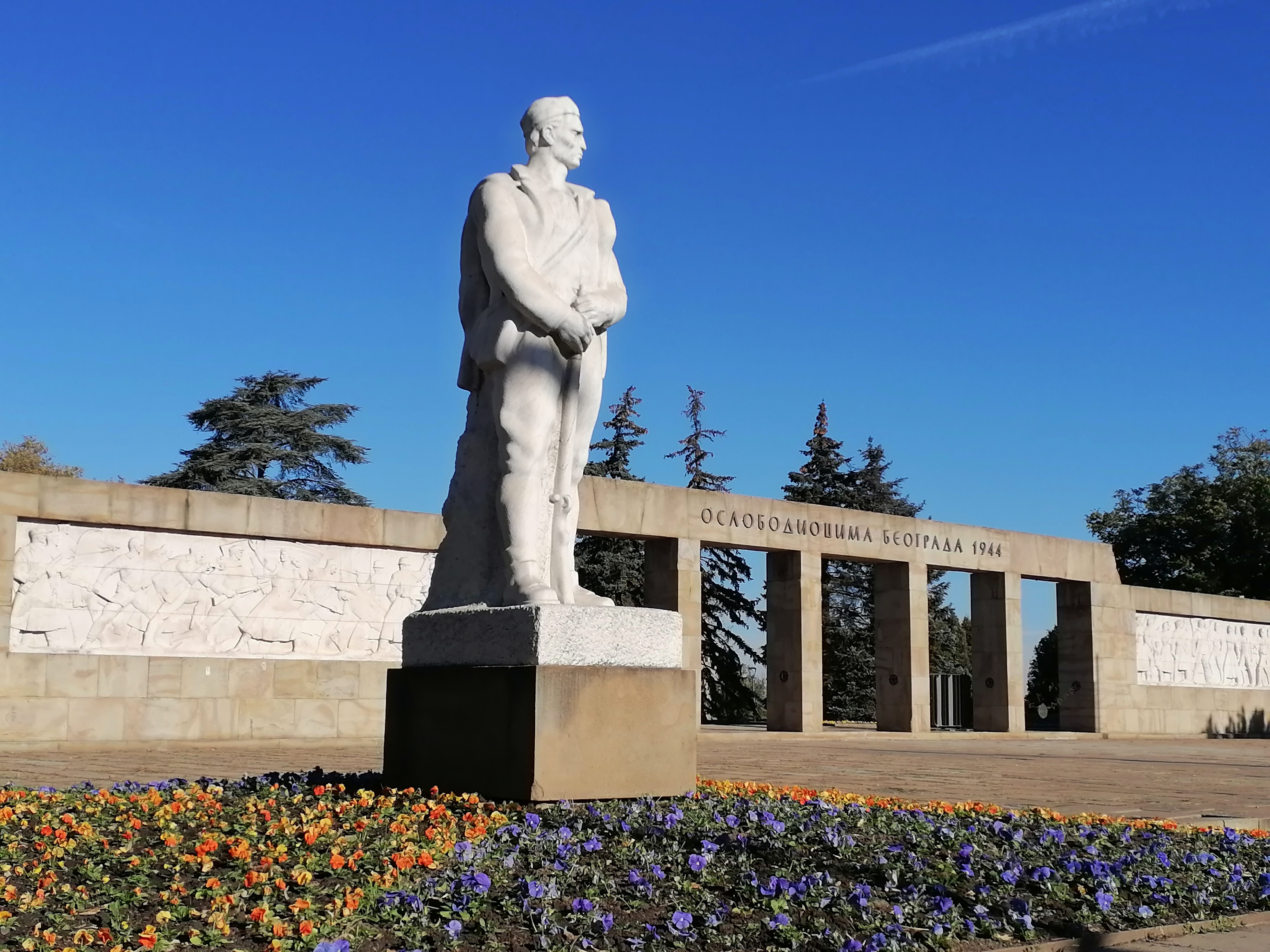
Le monument aux libérateurs de Belgrade

## Transports
La rue est desservie par plusieurs lignes de bus de la société GSP Beograd, soit les lignes 25 (Karaburma II – Kumodraž II), 25P (Mirijevo IV – Kumodraž), 27 (Trg Republike – Mirijevo III), 32 (Trg Republike – Višnjica) et 74 (Bežanijska kosa - Mirijevo III) ; les lignes de tramway 3 (Tašmajdan - Kneževac) et 12 (Omladinski stadion - Tašmajdan - Banovo brdo) y passent également.